# Isa Habibbayli
Isa Habibbayli est le président de l'Académie nationale des sciences d'Azerbaïdjan, professeur, scientifique émérite de la république d'Azerbaïdjan.

## Biographie
Isa Habibbayli est né le 16 octobre 1949 dans le village de Danzik de la région de Sharur. Il est diplômé de la faculté de langue et de littérature de la branche Nakhitchevan de l'université pédagogique d'État d'Azerbaïdjan. Il parle russe.

## Carrière
Depuis 1975, il a travaillé comme enseignant, vice-recteur aux affaires scientifiques à l'université d'État de Nakhitchevan. En 1996-2013, il a travaillé comme recteur de l'université d'État de Nakhitchevan. Il est membre du parti du nouvel Azerbaïdjan.
Isa Habibbayli est membre des IIIe, IVe, Ve et VIe législatures de l'Assemblée nationale d'Azerbaïdjan. Il est l'auteur de plus de 40 livres et de plus de 1000 articles scientifiques.
Il est membre de la Commission d'État chargée des prisonniers de guerre, des otages et des personnes disparues de la république d'Azerbaïdjan, la Commission d'État des prix pour la science, la technologie, l'architecture, la culture et la littérature et le Conseil mondial de coordination des Azerbaïdjanais.
Il est membre du comité des sciences et de l'éducation de l'Assemblée nationale et président de la commission de toponymie de l'Assemblée nationale. Il est membre de groupes de travail sur les relations avec les parlements de la Chine, du Danemark, de l'Estonie, de la Finlande, de Cuba et du Kirghizistan.
Il est membre de la commission interparlementaire sur la coopération bilatérale de l'Assemblée nationale de la république d'Azerbaïdjan et de l'Assemblée fédérale de la fédération de Russie.

## Famille
Il est marié et a trois enfants.

## Prix
- Ordre de la Gloire
- Ordre de l'Honneur
- Ordre pour le service à la Patrie[4],[5]